# ستيفاني شنايدر (مصورة)
ستيفاني شنايدر (بالألمانية: Stefanie Schneider)‏ هي مصورة ألمانية، ولدت في 1968.